# 李従珂
李 従珂（り じゅうか）は、五代後唐の第4代（最後）の皇帝。前帝を廃して殺して自ら皇帝に即位するも、その後、河東節度使の実力者の石敬瑭と対立した。その後、両者の間で戦いが起きて、李従珂はその戦いに敗北して自殺し、後唐は滅亡した。死後に諡号及び廟号は贈られなかったため、一般に末帝あるいは廃帝と呼ばれている。

## 生涯

### 出生
李従珂は鎮州平山県に生まれる。もとの姓は王氏。10歳のときに母の魏氏と共に、後に李嗣源に捕まり、程なく李嗣源の養子として「李従珂」と改名した。
李従珂は、成長するとその姿は勇壮であり、戦いに対して勇猛であったことから義父の寵愛を受けた。
李嗣源（明宗）が後唐の皇帝に即位すると、李従珂は「河中節度使」に任命されるが、枢密使である安思誨との権力抗争に敗れ、長興元年（930年）に軍務を解かれて、都の洛陽に居住するようになった。
しかし長興2年（931年）に安思誨は失脚、李従珂は左衛大将軍として重用された。
長興3年（932年）、李従珂は「鳳翔節度使」に任命され、さらに長興4年（933年）には「潞王」に封じられた。
同年に明宗（李嗣源）が崩御し、その子の李従厚（閔帝）が後唐の3代皇帝に即位すると状況が一変した。
応順元年（934年）、大臣の提案を受け入れた閔帝（李従厚）は、有力な節度使の権力を抑制し、藩鎮を弱体化することを計画した。
李従珂はこの閔帝の政策に大反対し、遂には挙兵して反乱を起こした。この李従珂の反乱に、閔帝（李従厚）は何もすることができず洛陽から逃げ出したが、李従珂は閔帝（李従厚）を捕まえて殺害した。

### 即位
閔帝（李従厚）を殺害した李従珂は洛陽入城後に後唐の4代皇帝に即位し、元号も清泰と改めた。
この動きに、明宗の娘婿の石敬瑭が反対した。石敬瑭は「河東節度使」の実力者である。
元々、李従珂と石敬瑭は2人とも同じ「節度使」同士であった。
しかし、李従珂が4代皇帝に即位したことで、両者の間に上下関係が生まれ、石敬瑭は李従珂に猜疑心を抱くようになった。一方、李従珂の方も、強大な軍を持つ石敬瑭の野心を密かに警戒していた。
清泰3年（936年）、李従珂が石敬瑭を「天平軍節度使」に左遷したことで、この両者の対立は決定的になり、石敬瑭は遂に晋陽で兵を挙げた。
一方、李従珂の方もすぐに討伐軍を用意し、石敬瑭の軍は晋陽で李従珂の軍に包囲されてしまった。
この危機的状況に、石敬瑭は契丹に援軍を頼み、契丹軍の参戦で戦況は逆転し、李従珂軍による晋陽の包囲が解かれた。
その後、石敬瑭は契丹の武力を背景にして晋陽で皇帝になり、「後晋」を建国した。
清泰3年閏11月26日（937年1月11日）、石敬瑭は、契丹軍の援助を受けて進軍し、多くの兵で後唐の都「洛陽」を大包囲した。この予想外の動きに進退窮まった4代皇帝の李従珂は、自分の敗北を認めて焼身自殺した。
こうして、後唐は滅亡した。

## 宗室

### 后妃
- 皇后劉氏

### 子女
- 男子：李重吉、雍王李重美
- 女子：李恵明（趙国公主）